# Іван (Хома)
Іван Хома (27 листопада 1923, Хирів — 3 лютого 2006, Рим) — єпископ Української греко-католицької церкви, ректор Українського католицького університету імені святого Климента в Римі.

## Життєпис
Народився в містечку Хирів на Старосамбірщині в сім'ї Йосифа і Катерини Хомів. Початкову освіту здобув у Хирові. Пізніше навчався у Самбірській гімназії, а закінчив гімназійну освіту в Перемишлі. В 1944 році розпочав навчання в Перемишльській духовній семінарії, проте після року навчання був змушений залишити студії і попрямував через Словаччину на Захід — до Риму.
Богословське навчання завершив докторатом з богослов'я в Папському Урбаніанському університеті в Римі (тема: «Maximilianus Rylo episcopus Chelmensis et Premysliensis (1759—1793)», захист 14 червня 1951 року). Священиче рукоположення отримав 29 червня 1949 року в Римі з рук єпископа Івана Бучка.
Після закінчення богословських студій працював секретарем архієпископа Івана Бучка (1951—1962) і канцлером верховного архієпископа Йосифа Сліпого (з 1963). Член патріаршої капітули; професор і ректор Українського католицького університету в Римі, декан богословського факультету; редактор журналу «Богословія». Праці і статті з історії Української Церкви, зокрема «Київ, митрополія в берестейському періоді» (1979).
2 квітня 1977 року прийняв таємно єпископську хіротонію з рук кардинала Йосифа Сліпого (разом з ним були хіротонізовані Любомир Гузар і Степан Чміль). Ці свячення були визнані Папою Іваном Павлом II 22 лютого 1996 року, і єпископові Іванові Хомі надано титулярний престол Патари.
Єпископ Іван Хома помер 3 лютого 2006 року в Римі. Похований у крипті собору святої Софії.

### Вшанування пам'яті
В лютому 2016 року на фасаді школи-гімназії Хирова відкрито та освячено меморіальну дошку з барельєфом єпископу Іванові Хомі.